# Asemesthes
Genre
Asemesthes est un genre d'araignées aranéomorphes de la famille des Gnaphosidae.

## Distribution
Les espèces de ce genre se rencontrent en Afrique australe et en Éthiopie.

## Liste des espèces
Selon World Spider Catalog (version 17.5, 29/10/2016) :
- Asemesthes affinis Lessert, 1933
- Asemesthes albovittatus Purcell, 1908
- Asemesthes ales Tucker, 1923
- Asemesthes alternatus Lawrence, 1928
- Asemesthes ceresicola Tucker, 1923
- Asemesthes decoratus Purcell, 1908
- Asemesthes flavipes Purcell, 1908
- Asemesthes fodina Tucker, 1923
- Asemesthes hertigi Lessert, 1933
- Asemesthes kunenensis Lawrence, 1927
- Asemesthes lamberti Tucker, 1923
- Asemesthes lineatus Purcell, 1908
- Asemesthes modestus Dalmas, 1921
- Asemesthes montanus Tucker, 1923
- Asemesthes nigristernus Dalmas, 1921
- Asemesthes numisma Tucker, 1923
- Asemesthes oconnori Tucker, 1923
- Asemesthes pallidus Purcell, 1908
- Asemesthes paynteri Tucker, 1923
- Asemesthes perdignus Dalmas, 1921
- Asemesthes purcelli Tucker, 1923
- Asemesthes reflexus Tucker, 1923
- Asemesthes septentrionalis Caporiacco, 1940
- Asemesthes sinister Lawrence, 1927
- Asemesthes subnubilus Simon, 1887
- Asemesthes windhukensis Tucker, 1923

## Publication originale
- Simon, 1887 : Études arachnologiques. 20e Mémoire. XXVIII. Arachnides recueillis dans le sud de l'Afrique par M. le docteur Hans Schinz. Annales de la Société Entomologique de France, sér. 6, vol. 7, p. 369-384 (texte intégral).